# 도널드 애치슨
도널드 애치슨 경(Sir Donald Acheson)은 영국의 의사, 역학자이다. 영국 보건복지부에서 의료수석(Chief Medical Officer)을 역임하였다.

## 생애
1951년 옥스퍼드 대학교의 브레이지노스 칼리지를 졸업하였다.
미들섹스 병원에서 수련받은 후 1968년까지 옥스퍼드 대학교에서 근무하였다. 1968년부터 1978년까지 사우샘프턴 대학교에서 교수로 재직하였다. 1983년부터 1991년까지 영국 정부에서 의료수석을 맡았다.
이 시기 영국의 에이즈와 광우병 문제 해결에 노력하였다.
1998년 토니 블레어 총리의 요청으로 건강불평등에 대한 보고서인 애치슨 보고서를 발표한다.

## 애치슨 보고서
애치슨 보고서는 이전의 블랙 보고서(1980), 이후의 마멋 리뷰(2010)와 함께 영국의 건강 불평등 문제와 해결 방안에 대해 보고한다. 이에 따라 영국 재무부와 보건복지부가 건강 불평등을 줄이기 위한 노력을 하는 데 합의하였다.
애치슨 보고서는 영국 정부의 건강형평 정책에서 가장 중요한 근거로 작용하고 있다.

## 같이 보기
- 건강 형평성
- 마이클 마멋